# 亀有信用金庫

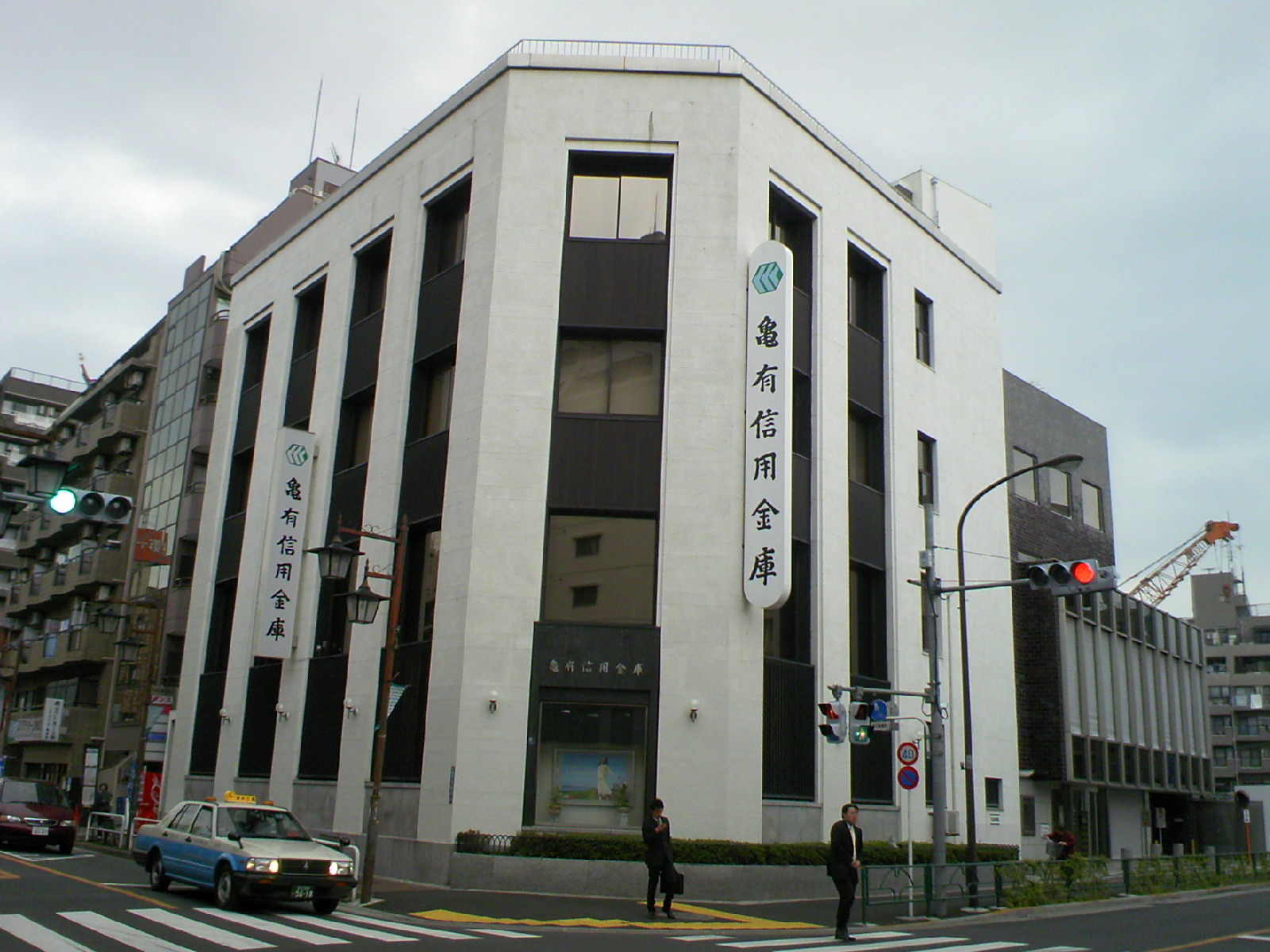
亀有信用金庫 旧本店

亀有信用金庫（かめありしんようきんこ、英語：kameari shinkin bank）は、東京都葛飾区亀有に本店を置く信用金庫である。通称かめしん。
「Σ（シグマ）バンク」の名で、東榮信用金庫、小松川信用金庫、足立成和信用金庫と提携関係にある。葛飾区、足立区、および隣接する埼玉県、千葉県に店舗を持っている。

## キャラクター
2004年（平成16年）夏から独自のキャラクターを採用。作者はイラストレーター・ここまひ。
- 夢叶（ゆめか） - 女の子
- 友亀 (ゆうき)

なおシグマバンクグループには、馬の統一キャラクター「シグマかけるくん」がある。一方で、信用金庫統一キャラクターの「信ちゃん」は用いられていない。

## 沿革
- 1920年（大正9年）12月13日 - 有限責任亀青村信用購買組合として設立。
- 1949年（昭和24年）6月 - 市街地信用組合法による亀青信用組合に改組。
- 1950年（昭和25年）4月 - 中小企業等協同組合法による亀有信用組合に改組。
- 1952年（昭和27年）2月 - 亀有信用金庫に改組。
- 2022年（令和4年）5月23日 - この日から磁気の影響を受けにくい新しい通帳（Hi-Co通帳）を取扱開始した(Hi-Co通帳に対応していない信用金庫ATMではHi-Co通帳は使えない。) [1]。

## 関連会社
- 亀信ビジネスサービス株式会社